# Хернштайн
Хернштайн (нем. Hernstein) — ярмарочная коммуна (нем. Marktgemeinde) в Австрии, в федеральной земле Нижняя Австрия. 
Входит в состав округа Баден.  Население составляет 1408 человек (на 31 декабря 2005 года). Занимает площадь 46,58 км². Официальный код  —  3 06 14.

## Достопримечательности
- Замок Хернштайн

## Политическая ситуация
Бургомистр коммуны — Леопольд Небель (АНП) по результатам выборов 2005 года.
Совет представителей коммуны (нем. Gemeinderat) состоит из 19 мест.
- АНП занимает 14 мест.
- СДПА занимает 5 мест.